# Eduard von Raven

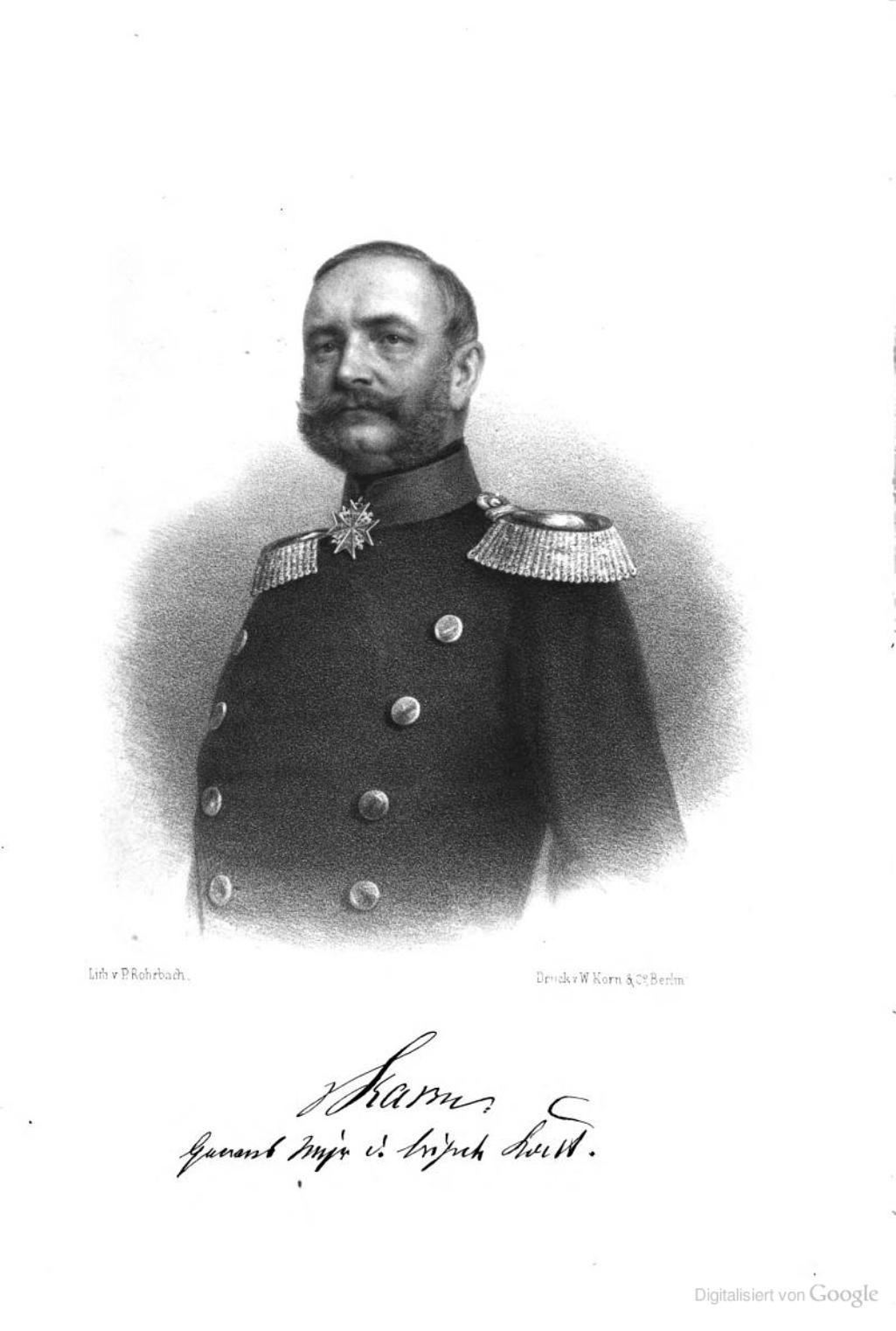
Eduard von Raven (1807–1864)

Eduard Gustav Ludwig von Raven (* 28. Juni 1807 in Neuhaus; † 27. April 1864 in Nübel) war ein preußischer Generalmajor und Ritter des Ordens Pour le Mérite.

## Leben

### Herkunft
Er entstammte einem alten, seit 1235 bekannten uckermärkischen Adelsgeschlecht von Raven. Sein Vater war der preußische Oberst a. D. Wilhelm von Raven (1770–1836), seine Mutter Maria Ludowika Franziska, geborene Thorwesten (1784–1871). Sowohl der Vater wie dessen Bruder Werner (1784–1814) waren Ritter des Ordens Pour le Mérite.

### Militärische Laufbahn
Raven besuchte die Stadtschule von Schlawe. Am 1. April 1824 trat er als Junker in das 2. Infanterie-Regiment der Preußischen Armee ein. Dort wurde er am 12. Februar 1827 zum Sekondeleutnant befördert und absolvierte von Oktober 1831 bis Juli 1834 die Allgemeine Kriegsschule. Für ein Jahr diente Raven ab August 1836 als Regimentsadjutant, war dann bis Ende März 1840 Adjutant der 3. Landwehr-Brigade und fungierte anschließend als Adjutant der 3. Division. Am 31. Mai 1841 zum Premierleutnant befördert, war Raven vom 30. März bis 23. November 1844 Adjutant der 5. Division. Daran schloss sich eine Verwendung als persönlicher Adjutant des Prinzen Albrecht von Preußen an. In dieser Stellung nahm er 1848 während des Krieges um Schleswig und Holstein an den Gefechten bei Schleswig und Düppel teil. Erst im April 1852 kehrte Raven, zwischenzeitlich Major, wieder in den Truppendienst zurück. Nach einer Tätigkeit im 32. Infanterie-Regiment wurde Raven als Kommandeur des Füsilier-Bataillons in das 2. Infanterie-Regiment versetzt. Am 9. April 1857 folgte seine Beförderung zum Oberstleutnant und als solcher war er ab 10. November 1857 Kommandeur des I. Bataillons im 2. Landwehrregiment in Stettin.
Anlässlich der Mobilmachung wurde Raven am 19. Mai 1859 zunächst mit der Führung des 1. Rheinischen Infanterie-Regiments Nr. 25 beauftragt und mit der Beförderung zum Oberst am 31. Mai 1859 zum Kommandeur ernannt. Für seine Leistungen in der Truppenführung wurde er durch den württembergischen König Wilhelm I., der Chef des Regiments war, am 8. Dezember 1861 mit dem Komturkreuz des Ordens der Württembergischen Krone, sowie am 13. Juni 1863 mit dem Komturkreuz I. Klasse des Friedrichs-Orden ausgezeichnet. Unter Stellung à la suite des Regiments wurde Raven am 12. August 1863 mit der Führung der 10. Infanterie-Brigade in Posen beauftragt und mit der Beförderung zum Generalmajor am 22. September 1863 zum Kommandeur ernannt.
Von Holstein aus führte er seinen Großverband während des Deutsch-Dänischen Krieges 1864 bis vor Düppel und nahm hier an der Belagerung der Schanzen teil. Seine Brigade tat sich vor der Aushebung der ersten Parallele in einem Gefecht besonders hervor. Am 18. April stürmte sie die Schanzen III, VIII, und IX und in Gemeinschaft mit anderen Truppenteilen die Schanzen IV, VII und X. Raven war stets in Front seiner Brigade, bis ihm am Alsensund das Sprengstück einer Granate den Knöchel des rechten Fußes zerschmetterte. Von seinem Adjutanten aus dem Feuer getragen, wurde er auf einer Trage in das Johanniter-Hospital bei Nübel zurückgebracht. Dort wurde ihm der rechte Fuß amputiert. Am 27. April 1864 erlag er seiner Verwundung. König Wilhelm I. hatte ihm am 21. April 1864 für seine Tapferkeit den Orden Pour le Mérite verliehen und Raven unter Belassung aller seiner Kompetenzen zum General à la suite gestellt.
Eduard von Raven war seit Gerhard von Scharnhorst der erste preußische General, der vor dem Feinde gefallen war. Er wurde mit militärischen Ehren unter Anwesenheit des Königs und der königlichen Prinzen am 1. Mai 1864 auf dem Invalidenfriedhof in Berlin beigesetzt.

### Familie
Raven hatte sich am 9. Juli 1846 in Kolbatz mit Ida Marie Krause (1825–1901) verheiratet. Aus der Ehe gingen drei Kinder hervor:
- Wilhelm Karl Eduard (1847–1870), preußischer Sekondeleutnant im 1. Garde-Regiment zu Fuß
- Karl Albert (1849–1877), preußischer Sekondeleutnant im 1. Garde-Regiment zu Fuß
- Marie Ida Luise (1853–1883)

Alle drei Kinder wurde nach ihrem Tod, ebenso wie die Mutter, auf dem Invalidenfriedhof beigesetzt.